# Hasher bin Maktum
Hasher bin Maktum (in arabo حشر بن مكتوم آل مكتوم‎?; ... – 22 novembre 1886), è stato emiro di Dubai dal 1859 al 1886.

## Regno
Ancora giovane al momento della sua ascesa al trono, Hasher governò in un periodo di prosperità e crescita economica per Dubai. La tregua marittima fatta con gli inglesi creò un ambiente in cui il commercio costiero poté prosperare. La diversità di questo commercio comprendeva un vivace mercato di schiavi dall'Africa e altrove e gli inglesi, contrariamente alle loro intenzioni originali nell'instaurare relazioni di trattato con i governanti degli Stati della Tregua, si trovarono più coinvolti nelle attività delle comunità costiere. Nel 1847, promulgarono un trattato per la soppressione del commercio degli schiavi che fu firmato da Hasher e gli altri sovrani nel 1856.
Sotto il governo di Hasher, le disparate economie dei quartieri attorno al nucleo centrale di Dubai furono riunite, in particolare quelle di Bur Dubai, Deira, Al Hamriya e Jumeirah, in un'unica comunità - sebbene gli insediamenti di Deira e Bur Dubai, ai lati del Dubai Creek, continuarono ad avere dei loro uomini come comandanti.

### Trattato e conflitto
Nel 1864 Hasher e gli altri sovrani firmarono l'"Articolo aggiuntivo alla tregua marittima per la protezione della linea e delle stazioni del telegrafo, datata 1864". Un accordo per quanto riguarda il trattamento dei debitori fuggitivi seguì nel giugno del 1879.
Nonostante la crescita di Dubai come porto commerciale, i rapporti con le tribù degli interni e gli altri emiri della costa non furono sempre cordiali. Lorimer nota che nel 1875 una spedizione di 200 uomini partì da Dubai e si diresse verso Ras al-Khaima. Sette di essi rimasero uccisi in combattimento e seguirono delle schermaglie lungo la costa che giunsero al culmine quando una forza partì da Abu Dhabi e Dubai "devastando i giardini di Fasht e Sharja". Fasht è il sobborgo moderno di Sharja di Al Fisht, contiguo ad Al Heera. Questo conflitto fu seguito da un anno di pace, finché nel 1877 altri combattimenti scoppiarono con le tribù dell'interno e dal 1877 al 1878 furono compiute numerose incursioni da Daru', Bani Kitab e 'Awamir. Stanco del conflitto, fu organizzata una pace tra tribù e cittadini. A quel tempo, secondo Lorimer, Dubai era diventato "il porto principale della costa". Nel 1882 Hasher era in pace e aveva stabilito buoni rapporti sia con Sharja che con Abu Dhabi.
Fu probabilmente durante il regno di Hasher che il villaggio di montagna di Hajarain, oggi noto come Hatta, divenne parte dell'emirato di Dubai. Il sultano omanita Turki bin Sa'id accettò di trasferire il territorio dopo essersi trovato incapace di difenderlo contro i Na'im di al-Buraymi, che si erano stabiliti vicino Masfout, oggi una parte dell'emirato di Ajman.
Nel 1878, nel riferire un resoconto di tre sudditi britannici (due persiani e un indiano) che avevano rivendicazioni contro i sudditi di Hasher, Lorimer definì l'emiro come "un uomo dal temperamento rapido e irruente anche per un arabo".
Morì il 22 novembre 1886.